# 원자핵

헬륨 원자의 원자핵

원자핵(原子核, 영어: atomic nucleus)은 원자 중심의 핵자(양성자와 중성자)와 중간자로 이루어진 작고 밀도가 높은 부분을 말한다. 지름은 (수소의 양성자 핵 크기인) 1.6 fm(10-15 m)에서 (우라늄 등의 무거운 핵의) 15 fm 정도이다. 이 크기는 원자 전체 크기의 23,000 분의 1(우라늄)에서 145,000 분의 1(수소)에 해당한다. 원자 질량의 대부분은 핵자를 이루는 양성자와 중성자의 질량이며, 원자핵 주위를 도는 전자의 질량은 아주 일부만을 차지한다. 원자핵의 바깥쪽에 있는 전자의 질량은 양성자 질량의 약 이므로 원자의 질량은 대부분 원자핵의 질량, 즉 양성자의 수와 중성자의 수에 해당하는 질량의 합계라고 할 수 있다.
원자 중에는 양성자의 수는 같으나 중성자의 수가 다른 원자핵을 갖는 동위 원소가 존재하며, 그 존재 비율은 장소나 물질의 종류에 관계없이 거의 일정한 비율로 존재한다.
원자 1개의 질량은 매우 작아서 보통 실험실에서 쓰이는 그램 단위의 질량을 차지하는 원자나 분자의 수는 1023∼1025개의 집단으로 되어 있다. 따라서 원자 1개의 정확한 질량을 이용하여 물질의 연구를 진행하는 것은 비실용적이다.
따라서 화학적 연구는 원자 1개의 질량보다는 원자 사이의 질량의 비율을 이용하는 것이 편리하기 때문에 기준이 되는 원자로서 탄소 원자의 동위 원소 중에서 질량수가 12인 것, 즉 12C를 국제적으로 12로 정하고, 이 기준 값과 비교한 모든 원자의 상대적 질량을 구하여 원소의 원자량으로 정하고 있다.
원자량의 기준이 되는 1원자 질량 단위(amu= atomic mass unit의 약자)는 탄소의 동위 원소인 12C의 원자 1개의 질량의 1/12로서, 실제로는 1.6605655×10-24g이다. 따라서 어떤 원소의 원자량이란 이 질량을 1로 할 때 값이다.

## 발견과 역사

### 데모크리토스의 원자설
데모크리토스(기원전 460~370)는 모든 물질은 원자라고 불리는 눈에 보이지 않는 작은 입자로 이루어져 있다고 생각했다. 그러나 당시 주도적으로 받아들여지던 아리스토텔레스의 4원소설에 밀려 받아들여지지 않았다.

### 돌턴의 원자모형
영국의 화학자인 존 돌턴(1766~1844)은 1808년 원자설을 발표했다. 돌턴은 물질을 한없이 쪼개면 더 이상 쪼갤 수 없는 원자라는 입자에 도달한다고 발표했다. 돌턴은 그의 원자론으로 인해 원자를 공 모양의 단단한 알갱이로 보았다. 이를 근거로 돌턴은 같은 종류의 원자는 크기 모양 질량이 같고 다른 원자로 변하지 않는다고 주장했다. 돌턴의 원자모형은 원자는 더 이상 쪼개지지 않는 단단한 공모양이다. 하지만, 음극선 실험 결과를 설명하기 어렵다는 한계점을 가지고 있다.

### 톰슨의 원자모형
영국의 물리학자 조지프 존 톰슨(1856~1940)은 1897년 새로운 원자모형을 발표했다. 음극선 실험을 통해 -전하를 띄고 있는 원자 안의 입자를 발견했다. 그 당시 까지만 해도 원자는 더 이상 쪼갤 수 없는 마지막 입자라고 생각 되었지만 톰슨의 발견으로 원자는 다른 물질로 쪼개질 수 있으며 전자가 존재 함을 밝혀냈다. 톰슨은 이를 근거로 양전하를 띠는 원자안에 전자가 박혀 있는 푸딩 모형을 주장했다. 음극선 실험을 통해 음극선은; 1.질량을 가진다, 2.음극선은 직진한다, 3.음극선은 -극 을 띤다라는 3가지 사실을 알았고 이 음극선이 전자라는 것을 밝혔다. 푸딩모형- +전하가 고르게 분포되어 있는 원자 속에 -전하를 띤 전하가 듬성 듬성 박힌 원자모형이다. 단점을 꼽자면, 러더퍼드의 알파 입자 산란실험에 대해서는 설명 불가하다는 점이다. 양성자의 발견한 사람은 골드슈타인으로, 골드슈타인은 진공방전관에 소량의 수소 기체를 넣고 높은 전압을 걸때 -극으로 이동하는 입자의 흐름을 발견하고 이를 양극선이라고 하였다. 러더퍼드는 양극선이 +전하의 흐름임을 발견하고 이를 양성자라고 이름 붙였다. 시간이 흘러 제임스 채드윅은 1932년 중성자를 발견하였다. 알파입자를 베릴륨 원자핵에 충돌시켰을 때 전하를 띠지 않는 입자의 방출을 관찰한 채드윅은 이를 중성자라고 이름 붙였고 이를 통해 헬륨 원자핵의 질량을 설명할 수 있게 되었다. 이전까지는 양성자만 발견되어 헬륨 원자핵의 질량을 설명할 수 없었다.

### 러더퍼드 원자모형
톰슨의 제자였던 어니스트 러더퍼드(1871~1937)는 알파입자 He2+산란 실험으로 원자핵을 발견했다. 알파 입자를 얇은 금박에 충돌시키면 대부분의 알파 입자를 통과하나 극히 일부의 알파 입자가 튕겨져 나오는 것을 발견하였다. 알파 입자 산란 실험을 통해 러더퍼드는 원자의 중심에 원자의 질량 대부분을 차지하는 +전하를 띠는 물질을 발견했고 이를 원자핵이라고 불렀다. 그리고 이를 근거로 원자핵 중심에 톰슨이 발견한 전자가 돌고 있는 행성 모형을 주장했다. 행성모형은 부피가 작고 밀도가 큰 +원자핵이 중심에 있고, 그 주위를 -전하를 띠는 전자가 돌고 있다는 개념이다. 즉, 원자핵의 질량을 최초로 밝혀낸 원자모형이라고 말할 수 있다. 하지만 원자의 안정성과 수소원자의 선 스펙트럼에 대해 설명하기에 한계점이 있었다.

### 보어의 원자모형
닐스 보어(1885~1962)는 러더퍼드가 설명한 원자모형으로는 설명이 불가능한 선 스펙트럼을 설명하기 위해 새로운 원자모형을 제시했다. 양파 껍질처럼 여러 겹으로 된 원자 모형이다. 전자껍질은 K껍질 L껍질 M껍질···으로 이어지는 데 다른 껍질로 전이 될 때 에너지를 내고 이러한 에너지의 차이로 인해 연속스펙트럼이 아닌 선 스펙트럼이 생긴다고 보어는 설명했다. 궤도모형의 정의는, 전자는 원자핵 주위의 특정한 에너지 준위를 가진 궤도상에서 원운동한다-이다. 하지만, 전자가 2개 이상인 다전자 원자의 선 스펙트럼에 대해 설명 불가하다는 한계점이 있었습니다.

### 현대의 원자모형
원자가 존재하는 확률을 나타낸 표현한 오비탈로 나타내어져 있다. 이를 통해 확률을 나타내면 원자의 경계가 뚜렷하지 않고 구름처럼 보이므로 전자구름 모형이라고 한다.
특정 위치에서 전자가 발견될 확률을 계산하여 확률분포를 표시하면 전자가 원자핵 주위에 구름처럼 퍼져있다.
현재로써는 원자핵이 중심에 있는 원자를 가장 잘 표현한 원자모형이라 할 수 있다.

## 어원
원자핵의 영문표기인 Atomic nucleus는 원자를 뜻하는 Atom에 접미사 '-ic'을 붙여 'Atomic' (원자의, 원자에 관련된)과 견과류 (nut)를 뜻하는 라틴어 nux에서 파생되어 나온 nucleus (핵, 핵심)가 합쳐져 만들어진 단어이다. 1844년 마이클 패러데이가 '원자의 중심점'을 처음 표현하였다.
1912년 어니스트 러더포드가 현대적인 원자핵의 정의를 제안하였다. 하지만 용어의 사용이 곧바로 보편화되진 않았다.
예컨대 1916년까지도 길버트 루이스는 그의 논문에서 "원자는 중심부와 테두리로 이루어져 있다."고 표현했다.

## 구조와 모형

### 강력
원자핵에는 양전하를 띠는 양성자와 전하를 띠지 않는 중성자로 구성되어있다. 양성자끼리는 서로 밀어내는 힘이 작용하므로 원자핵이 안정된 상태로 존재하려면 전자기력보다 큰 힘이 핵자들 사이에 작용해야한다. 이 힘은 전자기력보다 강한 힘이라는 의미에서 강한 상호작용이라고 한다.
강한 상호작용은 아주 가까운 거리에서만 작용하므로 갈고리에 비유될 수 있다. 양성자와 중성자가 아주 가까이 있을 때 강한 상호 작용이라는 이름의 갈고리가 서로 떨어지지 않도록 붙잡아 맨다. 둘 사이의 거리가 갈고리보다 멀면 갈고리는 제 역할을 하지 못한다. 원자핵과 같이 좁은 영역에 중성자가 양성자와 함께 들어 있으므로, 핵에서는 강한 상호 작용이 발동하여 양성자들 사이의 척력을 무기력하게 만드는 것이다. 중성자는 전하를 갖고 있지 않으므로 전기력을 발휘할 수 없지만, 강한 상호 작용을 발동하여 원자핵을 전체적으로 붙잡아 묶는 역할을 한다. 물질의 99%가 수소와 헬륨이다. 나머지 원소들은 수소와 헬륨에서 만들어진 것이다.
간단한 핵에서 복잡한 핵을 만들려면 양성자와 중성자를 첨가하면 된다. 이때 방해의 요인인 전기적 척력을 어떻게 적절히 상쇄시킬 수 있느냐가 문제의 핵심이다. 이 문제는 강한 상호 작용으로 해결할 수 있다. 강한 상호 작용의 발동은 핵자들이 매우 가까이 접근해야 가능한데, 극도로 고온인 상황 (별의 중심부)에서는 핵자들의 근거리 접근을 할 수 있다. 온도가 대략 10억 K 이상의 상황에서는 핵자들의 전기적 척력이 위력을 발휘할 수 없을 정도로 매우 빠르게 충돌한다.

### 양성자
중성자와 함께 원자핵을 구성하는 입자이며, 양전하를 가지고 있다.
양성자의 전하량은 전자의 전하량과 비교했을 때 그 크기는 같으나 부호는 반대이고, 전자 질량의 약 1836배에 해당하는 질량을 지닌 입자이다.
1803년 영국의 화학자 돌턴이 원자설을 제안한 후, 많은 과학자들이 원자의 구조에 대해 연구를 하였다. 그 과정에서 원자는 더 작은 입자로 구성되어 있다는 것을 알게 된다. 그 입자들이 전자, 양성자, 중성자 등이며 그 중 양전하를 띠고 있는 입자가 양성자이다. 양성자는 소립자(쿼크)로 구성되어 있다.

### 중성자
양성자와 함께 원자의 핵자 중 하나이며, 0의 전하를 가지고 있다.
중성자는 전하를 가지고 있지 않으며, 전하가 없으므로 전기량도 없다. 질량은 1.675×10^-27kg으로 양성자보다 약간 무겁다. 이는 전자의 약 1,800배이다. 핵에서 벗어날 경우 불안정하며 반감기는 611.0±1.0 초, 평균 수명은 881.5±1.5 초이다. 세 개의 쿼크로 이루어진 중입자이며, 한 개의 업 쿼크, 두 개의 다운 쿼크로 이루어져 있다.
1932년에 채드윅이 일련의 연구를 통해 이 방사선은 전하량이 없는 입자라는 설을 제안하였고, 이를 중성자라 이름붙였다.

## 같이 보기
- 입자 목록
- 제임스 레인워터
- 핵의학

## 참고 문헌
- [칼세이건의 코스모스]
- [D. Harper. "Nucleus". Online Etymology Dictionary. Retrieved 2010-03-06]